# Ancylosis nervosella
Ancylosis nervosella is een vlinder uit de familie snuitmotten (Pyralidae). De wetenschappelijke naam is voor het eerst geldig gepubliceerd in 1914 door Zerny.
De soort komt voor in Europa.